# Gbelce
Gbelce es un municipio del distrito de Nové Zámky en la región de Nitra, Eslovaquia, con una población estimada a final del año 2024 de 2051 habitantes.
Se encuentra ubicado al sur de la región, cerca de los ríos Nitra y Hron (cuenca hidrográfica del Danubio) y de la frontera con Hungría.

## Demografía
| Año        | 1994 | 2004    | 2014    | 2024    |
| ---------- | ---- | ------- | ------- | ------- |
| Población  | 2410 | 2259    | 2220    | 2051    |
| Diferencia |      | −6,26 % | −1,72 % | −7,61 % |

| Año        | 2023 | 2024    |
| ---------- | ---- | ------- |
| Población  | 2067 | 2051    |
| Diferencia |      | −0,77 % |